# Richard Pace
John Richard Pace [ˈʀɪçaʁt peɪs], auch  Ricardus Pacaeus, (* um 1482 wahrscheinlich in  Winchester (Hampshire); † 28. Juni 1536 in New Forest (Hampshire)) war ein englischer Gelehrter, Humanist, Diplomat und Vertrauter des englischen Tudor-Königs Heinrich VIII. Damit gehörte Pace, wie auch John Colet, Thomas Linacre, William Grocyn, William Lilly, Cuthbert Tunstall und ab 1517 Thomas Morus, zu den Kreis der englischen Humanisten, die sich am Tudorhof sammelten.

## Leben und Wirken
Pace war der Sohn von John Pace (* ca. 1455) aus Hampshire, der möglicherweise dem niedrigen Adel angehörte; er hatte einen belegbaren Bruder namens John Pace jr. Pace studierte am Winchester College unter Thomas Langton. Später ging er nach Padua, Bologna und Ferrara, um seine Studien in Italien fortzusetzen. Er studierte die verschiedensten Fächer: neben den Sieben Freien Künsten (Septem artes liberales) auch Medizin, Aristotelische und Platonische Philosophie. So war Niccolò Leonico Tomeo  in Padua, neben anderen, einer seiner Lehrer in griechischer Sprache und Philosophie. Ein Studienkollege aus dieser Zeit war Thomas Linacre, Cuthbert Tunstall, William Latimer. In Ferrara schloss er Freundschaft mit Erasmus von Rotterdam. Aber auch mit Thomas Morus und John Colet war er befreundet.
Als er nach England wieder zurückgereist war, studierte wahrscheinlich noch an der Universität von Oxford.
Im Jahr 1509 begleitete er Kardinal Christopher Bainbridge, Erzbischof von York, nach Rom. Er blieb im Dienst des Erzbischofs bis 1514, bis jener einem Giftmord zu Opfer fiel. Pace und John Clerk waren maßgeblich daran beteiligt, den (vermeintlichen) Mörder vor Gericht zu bringen.
Im Jahre 1514 war er Archidiakon von Dorset, im Jahre 1519 Dekan in der St Paul’s Cathedral und im Jahre 1522 Dekan in Exeter.
Nach seiner Rückkehr nach England trat er 1515 darüber hinaus noch in den Dienst von Kardinal Thomas Wolsey, wo er sich mit der Diplomatie und Spionage beschäftigte. Pace wurde 1515 Wolseys Sekretär und dann im Jahre 1516 Staatssekretär, Secretary of State, eine Aufgabe, die er bis 1526 fortsetzte.
Im Jahr 1515 schickte Wolsey Pace auf eine Mission in die Schweiz, um die Schweizer zu drängen, Frankreich anzugreifen. Nach Wolseys Anweisungen nutzte er die dazu unter seinem Namen in Antwerpen hinterlegten 100.000 Gulden, um Schweizer Soldaten zu bezahlen. Er verhandelte lange mit Kaiser Maximilian I. über die Unterstützung der Aktivitäten des Kaisers gegen die Truppen Franz I. in Norditalien. Pace wurde von den französischen Truppen in der Schlacht von Marignano gefangen genommen und für einige Zeit inhaftiert, aber im nächsten Frühjahr entlassen.
1519 kehrte Pace in das Heilige Römische Reich zurück, um mit den Kurfürsten die bevorstehende Wahl im Sinne seines Herrschers Heinrichs VIII zu beeinflussen. Denn als im Jahr 1519 der Kaiser Maximilian I. starb, musste ein neuer Kaiser des heiligen römischen Reichs gewählt werden. Um die Position bewarben sich mehrere Kandidaten, neben León y Aragón Carlos I de Castilla, auch Franz I. von Frankreich, Heinrich VIII. von England und zunächst, zeitweise Kurfürst Friedrich III. von Sachsen.
Von den ursprünglich sieben Kuren, deren Kurfürsten den König der Deutschen bzw. direkt den römisch-deutschen Kaiser oder in einigen Fällen den Römisch-deutschen König (den designierten Erben des Kaisers, den vivente imperatore) wählten, waren die geistlichen Kurfürstentümer, das: Kurfürstentum Mainz, Kurfürstentum Köln, Kurfürstentum Trier. Von den weltlichen, der: Ludwig II. (König von Böhmen), Ludwig V. (Pfalzgraf bei Rhein), Johann der Beständige (Kurfürst von Sachsen), Joachim I. (Markgraf von Brandenburg).
Franz I. hatte schon im Vorfeld der Wahl die Wahlstimmen des Kurfürsten und Erzbischofs von Trier sowie des Kurfürsten von der Pfalz gesichert und überdies 300.000 Gulden Wahlgeld geboten. Um seine Forderungen an das Haus Habsburg (mehr als 170.000 Gulden) politisch abzusichern, unterstützte dann Jakob Fugger den spanischen Thronanwärter bei seiner Wahl zum römisch-deutschen König.
Heinrich VIII. wurde von Papst Leo X. aufgefordert an der Kaiserwahl teilzunehmen. Politisch sah der Papst sowohl in Franz I. als auch in Karl V. eine Bedrohung kirchenstaatlicher Interessen.
Pace wurde zu diesem Zweck zu den verschiedenen Fürstbischöfen und Kurfürsten gesandt, so traf er sich mit Hermann V. von Wied (Köln), Albrecht von Brandenburg (Mainz), Joachim I. (Brandenburg) und Richard von Greiffenklau zu Vollrads (Trier). Allesamt signalisierten ihre Zustimmung bzw. eine gewisse Bereitschaft Heinrich VIII. als Kaiser zu wählen. Die in Frankfurt am Main zusammentretende Gemeinschaft der wählenden Kurfürsten und Fürstbischöfe entschieden sich dann aber nicht zuletzt durch Jacob Fuggers eingreifen für den Habsburger Kandidaten.
Hiernach wurde er in den Jahren 1521 und 1523 zweimal nach Rom geschickt, um nach dem Tod der Päpste Leo X. und Hadrian VI. für Thomas Wolsey als Kandidat zum zukünftigen Papst zu werben. Beide Male versagte er bei dieser fast unmöglichen Aufgabe. Danach blieb Pace erneut für längere Zeit in Italien. So wurde er zum englischen Botschafter in Venedig ernannt. Er war bei den Dogen von Venedig beliebt, so dass er für seine diplomatischen Bemühungen mit venezianischen Ehren ausgezeichnet worden war. In Italien verweilte er bis Ende 1525/1526. Dann rief man ihn nach England zurück, nachdem er in seiner Abwesenheit zum Dekan von Exeter (1522–1527) und zum Dekan von Salisbury (1523–1536) ernannt worden war.
Im Februar 1536 wurde berichtet, dass Pace wahrscheinlich eine Demenz entwickelte, welche die ordnungsgemäße Verwaltung beeinträchtigte. Er starb 1536 und wurde im St Dunstan and All Saints Churchyard in Stepney bei London beigesetzt.
Das Hauptwerk des Autors, „De Fructu Qui ex Doctrina Precipitur“ (1517), das man als „die Früchte des Wissens“ oder „die Früchte einer liberalen Erziehung“ übersetzen könnte, ist eine Arbeit über die Kunst der Reflexion, über das Wissen und die moralische Bildung. Es steht für eine humanistische und liberale Erziehung unter den Tudors, wobei der Autor in einem ziemlich freien Konversationston über die Lektüre der Klassiker, das Wissen und dem Bewusstsein der Moral in einer pädagogischen Absicht erzählt. Damit bleibt seine Arbeit ein wertvolles und bemerkenswertes Zeugnis für seine humanistische Bildung.
Es ist ein Werk, das Thomas Mores „De optimo rei publicae statu deque nova insula Utopia“ (1516) sehr nahe kommt und das ein Jahr zuvor erschienen war. Richard Pace lobte dessen Arbeit und nennt es eine geniales Werk. Durch das Lesen von Paces Buch wurde Martin Luther auf Morus Werk aufmerksam.

## Werke
- De Fructu Qui ex Doctrina Precipitur.  Basiliae, 1517 (The benefit of a liberal education)